# 大瀧啓裕
大瀧 啓裕（おおたき けいすけ、1952年 - ）は、日本の翻訳家。
大阪市出身、広島市在住。本名・森 美樹和（もり みきかず）。著作によって、本名を用いることがある。
また、龍神成文名義で書籍のデザインを担当。

## 経歴
桃山学院高等学校（St.Andrew's School）、および、神戸市外国語大学卒業。
高校時代にSFファンとなり、「上方SF研究会・ぱんぱか集団」の結成に参加。大学時代から大瀧啓裕の筆名を用いて、雑誌『幻想と怪奇』にコラムを連載。荒俣宏の紹介により翻訳家となる。大学時代、スペイン語教師だった木村栄一と知り合り、ボルヘスなどの教示を受けた。のちに木村をサンリオ文庫の編集者に紹介し、サンリオ文庫からラテンアメリカ文学が刊行されるきっかけとなる。
東洋工業（現マツダ）総合企画室勤務を経て翻訳家として独立。かつて、SFファングループ「広島SF同好会」を主催。
ラヴクラフト、クトゥルフ神話、フィリップ・K・ディック、コリン・ウィルスン、神秘学関連などを多数翻訳。

## 著書
- 『暗黒教団の陰謀 輝くトラペゾヘドロン』（創元推理文庫） 1987.2 - クトゥルフ神話を題材にしたゲームブック
- 『魔法の本箱』（青土社） 1994.10
- 『エヴァンゲリオンの夢 使徒進化論の幻影』（東京創元社） 2000.8※
- 『翻訳家の蔵書』（東京創元社、キイ・ライブラリー） 2016.12※

※は、各・電子書籍で再刊

### 編著
- 『Virgil Finlay幻想画集』（青心社） 1981.6。復刻版 2016
- 『ヴァージル・フィンレイ 幻想画集1』（ヴァージル・フィンレイ画、青心社） 1986.9
- 『ヴァージル・フィンレイ 幻想画集2』（ヴァージル・フィンレイ画、青心社） 1986.11
- 『ジョン・マーティン画集』（トレヴィル、ピナコテーカ・トレヴィル・シリーズ） 1995.9
- 監修『アーサー・ラッカム』（トレヴィル） 1997。改訂版（エディシオン・トレヴィル） 2005.11 - 挿絵画集の解説

## 翻訳
- 『星を駆ける者』（ジャック・ロンドン、森美樹和(本名)訳、国書刊行会、ドラキュラ叢書） 1976
- 『妻という名の魔女たち』（フリッツ・ライバー、サンリオ、サンリオSF文庫） 1978.11。創元推理文庫 2003
- 『失われた部屋』（フィッツ＝ジェイムズ・オブライエン、サンリオSF文庫） 1979.3
- 『緑色遺伝子』（ピーター・ディキンスン、サンリオSF文庫） 1979.6
- 『殉教者聖ペテロの会』（ジョン・ソール、サンリオSF文庫） 1980.11。創元推理文庫 1993
- 『迷宮の神』（コリン・ウィルスン、サンリオSF文庫） 1980.3。東京創元社 2006
- 『解放されたSF SF連続講演集』（ピーター・ニコルズ編、浅倉久志他共訳、東京創元社） 1981.1
- 『二重の影』（フレデリック・ターナー、サンリオSF文庫） 1981.2
- 『ラスプーチン』（コリン・ウィルスン、サンリオSF文庫） 1981.4
- 『奇妙な関係』（フィリップ・ホセ・ファーマー、創元推理文庫） 1981.5
- 『マッド・サイエンティスト』（スチュアート・D・シフ編、荒俣宏他共訳、創元推理文庫） 1982.4
- 『惑星カマゾツ 時間と空間の冒険1』（マドレイン・ラングル、しみずふみお絵、サンリオ） 1982.9
- 『エクトロスとの戦い 時間と空間の冒険2』（マドレイン・ラングル、しみずふみお絵、サンリオ） 1982.10
- 『時間をさかのぼって 時間と空間の冒険3』（マドレイン・ラングル、しみずふみお絵、サンリオ） 1982.11
- 『サイコ2』（ロバート・ブロック、創元推理文庫） 1983.9
- 『ユニコーン わたしの知っているユニコーンたち』（ロバート・ヴァヴラ、サンリオ） 1984.12
- 『SFと神秘主義』（コリン・ウィルスン、サンリオ文庫） 1985.11
- 『ナサニエル』（ジョン・ソール、創元推理文庫） 1986.4
- 『悪魔の系譜』（ジェフリー・B・ラッセル、青土社） 1990.10、新装版 2002.7
- 『アッシャー家の弔鐘』上・下（ロバート・R・マキャモン、扶桑社ミステリー文庫） 1991.7
- 『怪僧ラスプーチン ロマノフ朝の最期』（コリン・ウィルソン、青土社） 1991.11
- 『悪魔の事典』（フレッド・ゲティングズ、青土社） 1992.6
- 『サンテリア』（ニコラス・コンデ、創元推理文庫） 1993.2
- 『天使の世界』（マルコム・ゴドウィン、青土社） 1994.4、新装版 2004.3
- 『ヴィクトリア朝空想科学小説』（風間賢二編、共訳、筑摩書房、ちくま文庫） 1994.10
- 『フランケンシュタインの日記』（ヒューバート・ヴェナブルズ編、学習研究社） 1995.3
- 『錬金術の世界』（ヨハンネス・ファブリキウス、青土社） 1995.1、新装版 2016
- 『「性」の表象』（サンダー・L・ギルマン、青土社） 1997.1
- 『夢の劇場 明晰夢の世界』（マルコム・ゴドウィン、青土社） 1998.1
- 『ノストラダムス秘録』（シンシア・スターノウ, マーティン・H・グリーンバーグ編、共訳、扶桑社ミステリー） 1999.3
- 『グローリアーナ』（マイケル・ムアコック、創元推理文庫） 2002.1
- 『シャドウランド』上・下（ピーター・ストラウブ、創元推理文庫） 2002.12
- 『マジック・サークル』上・下（キャサリン・ネヴィル、学習研究社） 2003.9
- 『神聖娼婦』（グレイアム・ワトキンズ、学習研究社） 2004.4
- 『復活の儀式』上・下（T・E・D・クライン、創元推理文庫） 2004.5
- 『神秘結社アルカーヌム』（トマス・ウィーラー、扶桑社ミステリー） 2008.9
- 『金剛石のレンズ』（フィッツ＝ジェイムズ・オブライエン、創元推理文庫） 2008.12
- 『ゾティーク幻妖怪異譚』（クラーク・アシュトン・スミス、創元推理文庫） 2009.8
- 『悪魔の花嫁』（シーベリイ・クイン、創元推理文庫） 2010.1
- 『黄衣の王』（ロバート・W・チェンバース、創元推理文庫） 2010.7
- 『ヒュペルボレオス極北神怪譚』（クラーク・アシュトン・スミス、創元推理文庫） 2011.5
- 『アヴェロワーニュ妖魅浪漫譚』（クラーク・アシュトン・スミス、創元推理文庫） 2011.12
- 『センター18』（ウィリアム・ピーター・ブラッティ、東京創元社） 2015.12※

### フィリップ・K・ディック
- 『ヴァリス』（フィリップ・K・ディック、サンリオSF文庫） 1982.5、創元推理文庫 1990
- 『聖なる侵入』（フィリップ・K・ディック、サンリオSF文庫） 1982.7、創元推理文庫 1990
- 『ザ・ベスト・オブ・P.K.ディック1』（P・K・ディック / ジョン・ブラナー編、浅倉久志他共訳、サンリオSF文庫） 1983.11、のち『ディック傑作集』（ハヤカワ文庫）
- 『ザ・ベスト・オブ・P.K.ディック2』（P・K・ディック / ジョン・ブラナー編、浅倉久志他共訳、サンリオ、サンリオSF文庫） 1983.11、のち『ディック傑作集』（ハヤカワ文庫）
- 『ザ・ベスト・オブ・P.K.ディック4』（P・K・ディック / マーク・ハースト編、浅倉久志他共訳、サンリオSF文庫） 1985.4、のち『ディック傑作集』（ハヤカワ文庫）
- 『ティモシー・アーチャーの転生』（フィリップ・K・ディック、サンリオSF文庫） 1984.10、創元推理文庫 1997
- 『虚空の眼』（フィリップ・K・ディック、サンリオSF文庫） 1986.7、創元推理文庫 1992
- 『アルベマス』（フィリップ・K・ディック、サンリオSF文庫）1987.8、創元推理文庫 1995
- 『フィリップ・K・ディック 我が生涯の弁明』（ロランス・スーティン編、アスペクト） 2001.6

### 主にH・P・ラヴクラフト
- 『ラヴクラフト全集3』[3]（創元推理文庫） 1984.3※
- 『ラヴクラフト全集4』（創元推理文庫） 1985.11※
- 『ラヴクラフト全集5』（創元推理文庫） 1987.7※
- 『アーカム計画』（ロバート・ブロック、創元推理文庫） 1988.11
- 『ラヴクラフト全集6』（創元推理文庫） 1989.11※
- 『魔道書ネクロノミコン』（コリン・ウィルソンほか、ジョージ・ヘイ編、学習研究社） 1994.8、完全版 2007。学研M文庫 2000
- 『夢魔の書』（H・P・ラヴクラフト、学習研究社） 1995.12
- 『インスマス年代記』上・下（スティーヴァン・ジョーンズ編、学研M文庫） 2001.11
- 『ラヴクラフト全集7』（H・P・ラヴクラフト、創元推理文庫） 2005.1※ - 全集最終巻
- 『ネクロノミコン アルハザードの放浪』（ドナルド・タイスン、学習研究社） 2006。学研M文庫 2013
- 『ラヴクラフトの世界』（スコット・D・アニオロフスキ編、青心社文庫） 2006.10
- 『アルハザード』上・下（ドナルド・タイスン、学習研究社） 2007.12
- 『ラヴクラフト全集 別巻』上・下（創元推理文庫） 2007 - 主に共作
- 『文学における超自然の恐怖』（H・P・ラヴクラフト、学習研究社） 2009.9
- 『魔道書ネクロノミコン外伝』（リン・カーターほか、学習研究社） 2011.12

### F・ポール・ウィルスン
- 『マンハッタンの戦慄』（F・ポール・ウィルスン、扶桑社、サンケイ文庫） 1987.12
- 『黒い風』上・下（F・ポール・ウィルスン、扶桑社ミステリー文庫） 1992.11
- 『神と悪魔の遺産』上・下（F・ポール・ウィルスン、扶桑社ミステリー） 2001.1
- 『異界への扉』（F・ポール・ウィルスン、扶桑社ミステリー） 2002.7
- 『悪夢の秘薬 始末屋ジャック』上・下（F・ポール・ウィルスン、扶桑社ミステリー） 2003.4
- 『始末屋ジャック 見えない敵』上・下（F・ポール・ウィルスン、扶桑社ミステリー） 2005.1
- 『始末屋ジャック 幽霊屋敷の秘密』上・下（F・ポール・ウィルスン、扶桑社ミステリー） 2005.10
- 『始末屋ジャック 深淵からの脅威』上・下（F・ポール・ウィルスン、扶桑社ミステリー） 2006.7
- 『始末屋ジャック 凶悪の交錯』上・下（F・ポール・ウィルスン、扶桑社ミステリー） 2009.9
- 『始末屋ジャック 地獄のプレゼント』上・下（F・ポール・ウィルスン、扶桑社ミステリー） 2012.1

### 編訳
- 『悪魔の夢 天使の溜息 ウィアード・テイルズ傑作選』（青心社） 1980.4
- 『ホラー&ファンタシイ傑作選1』（青心社） 1984.8
- 『ホラー&ファンタシイ傑作選2』（青心社） 1985.9
- 『ホラー&ファンタシイ傑作選3』（青心社） 1986.3
- 『ホラー&ファンタシイ傑作選4』（青心社） 1988.6
- 『ウィアード1』（H・P・ラヴクラフト他、青心社文庫） 1990.6
- 『ウィアード2』（H・P・ラヴクラフト他、青心社文庫） 1990.8
- 『ウィアード3』（H・P・ラヴクラフト他、青心社文庫） 1990.10
- 『ウィアード4』（H・P・ラヴクラフト他、青心社文庫） 1991.1

### クトゥルー神話関連
- 『クトゥルー1 闇の黙示録』（H・P・ラヴクラフト他、青心社） 1980.10
- 『クトゥルー2 永劫の探究』（オーガスト・ダーレス、岩村光博共訳、青心社） 1981.8
- 『クトゥルー3 暗黒の儀式』（ラヴクラフト他、青心社） 1982.11
- 『クトゥルー4 邪神の復活』（C・A・スミス他、青心社） 1983.5
- 『クトゥルー5 異次元の影』（ラヴクラフト他、青心社） 1983.12
- 『クトゥルー6 幻妖の創造』（ラヴクラフト他、青心社） 1985.7
- 『クトゥルー1』（H・P・ラヴクラフト他、暗黒神話大系シリーズ(以下同)・青心社文庫） 1988.12
- 『クトゥルー2』（オーガスト・ダーレス、青心社文庫） 1988.12
- 『クトゥルー3』（ラヴクラフト他、青心社文庫） 1989.1
- 『クトゥルー4』（ラヴクラフト他、青心社文庫） 1989.3
- 『クトゥルー5』（ラヴクラフト他、青心社文庫） 1989.5
- 『クトゥルー6』（ラヴクラフト他、青心社文庫） 1989.7
- 『クトゥルー7』（ラヴクラフト他、青心社文庫） 1989.10
- 『クトゥルー8』（ラヴクラフト他、青心社文庫） 1990.2
- 『クトゥルー9』（ラヴクラフト他、青心社文庫） 1993.11
- 『クトゥルー10』（ラヴクラフト他、青心社文庫） 1997.11
- 『クトゥルー11』（ロバート・ブロック他、青心社文庫） 1998.3
- 『クトゥルー12』（ラヴクラフト他、青心社文庫） 2002.9
- 『クトゥルー13』（オーガスト・ダーレス他、青心社文庫） 2005.6